# Nicwałd (gromada)
Nicwałd – dawna gromada, czyli najmniejsza jednostka podziału terytorialnego Polskiej Rzeczypospolitej Ludowej w latach 1954–1972.
Gromady, z gromadzkimi radami narodowymi (GRN) jako organami władzy najniższego stopnia na wsi, funkcjonowały od reformy reorganizującej administrację wiejską przeprowadzonej jesienią 1954 do momentu ich zniesienia z dniem 1 stycznia 1973, tym samym wypierając organizację gminną w latach 1954–1972.
Gromadę Nicwałd z siedzibą GRN w Nicwałdzie utworzono – jako jedną z 8759 gromad na obszarze Polski – w powiecie grudziądzkim w woj. bydgoskim, na mocy uchwały nr 24/6 WRN w Bydgoszczy z dnia 5 października 1954. W skład jednostki weszły obszary dotychczasowych gromad Annowo, Nicwałd i Dąbrówka Królewska ze zniesionej gminy Gruta oraz obszar dotychczasowej gromady Grabowiec (bez przysiółka Kłódka Młyn) ze zniesionej gminy Grudziądz w tymże powiecie. Dla gromady ustalono 23 członków gromadzkiej rady narodowej.
1 stycznia 1958 do gromady Nicwałd włączono wieś Wielkie Lniska ze zniesionej gromady Węgrowo Polskie w tymże powiecie.
1 stycznia 1969 do gromady Nicwałd włączono sołectwo Pokrzywno ze zniesionej gromady Okonin w tymże powiecie.
Gromada przetrwała do końca 1972 roku, czyli do kolejnej reformy gminnej.